# Леван Мосешвілі
Леван Мосешвілі (23 травня 1940 — 5 березня 2020) — радянський баскетболіст.
Срібний призер Олімпійських ігор 1964 року.